# زفیرهیلزنورت (فلوریدا)
زفیرهیلزنورت (به انگلیسی: Zephyrhills North) یک منطقهٔ مسکونی در ایالات متحده آمریکا است که در شهرستان پاسکو، فلوریدا قرار دارد. زفیرهیلزنورت ۲٫۸ کیلومتر مربع مساحت و ۲٬۵۴۴ نفر جمعیت دارد.